# João Ricardo (músico)
João Ricardo Carneiro Teixeira Pinto (Arcozelo, 21 de novembro de 1949) é um cantor e compositor nascido em Portugal e radicado no Brasil. É filho do poeta e jornalista João Apolinário, falecido em 22 de outubro de 1988, e da esteticista Maria Fernanda Gonçalves Talline Carneiro Teixeira Pinto, nascida em 16 de julho de 1924.
Gêmeo, sua irmã Maria João, morre três dias após o nascimento, mas dois anos depois ganha outra irmã, Maria Gabriela. Na infância foi fortemente influenciado pelo rock desde cedo, em especial o francês através do grupo Les Chats Sauvages e Johnny Hallyday, além de Elvis Presley. Conhece a música brasileira através de Miltinho e Doris Monteiro, discos que seu pai tinha em casa. Em 1963, toma contato com o que viria a determinar a sua opção pela música: The Beatles.
Tinha quatorze anos à época e viu-se envolvido com a música brasileira de imediato. Cedo começou escrevendo letras para músicas de um vizinho que o levou a aprender violão para fazer as suas próprias. A partir dos dezessete, dezoito anos, compôs algumas das que viriam a se tornar clássicos da banda seminal que fundou, Secos & Molhados.

## Trajetória musical

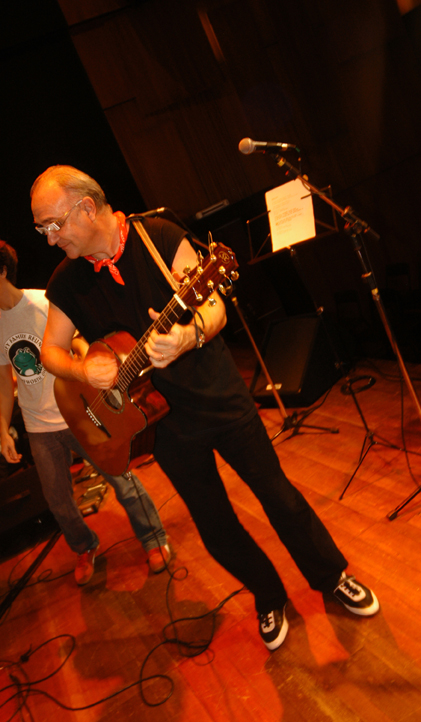
Passagem de som no CCBB São Paulo, Maio, 2007

Com a mudança para o Brasil em 28 de março de 1964 depara-se com a efervescência musical do país e com o começo da Jovem Guarda, movimento roqueiro da época que viria a estimulá-lo mais ainda. Começa a escrever letras em músicas já existentes, em especial dos Beatles. Falta agora aprender a tocar violão para compor. Muda-se para o seu prédio um garoto chamado Renato que toca violão e com ele forma a sua primeira dupla chamada Zeus. Aprende então a tocar violão e a escrever suas primeiras canções. Chega a fazer um programa de televisão chamado Quadrado e Redondo na recém inaugurada TV Bandeirantes. Estuda e trabalha como jornalista no jornal Diário Popular, na TV Globo e no extinto jornal Última Hora onde tem contato com personagens do teatro brasileiro por causa de seu pai, crítico de teatro. Um desses, o diretor Antunes Filho pede-lhe uma música para o monólogo "Corpo a Corpo", de Oduvaldo Vianna Filho, com Juca de Oliveira. A canção "Vôo" viria a ser gravada por sua banda em seu segundo álbum. Conhece Carlos Augusto Oliveira, o Guga, dono da produtora de filmes Blimp Filmes, depois Criasom, e tem a sua primeira experiência como cantor numa paródia dos filmes spaggetti sob sua direção em 1970. Em setembro desse ano, passa férias em Ubatuba com um amigo dessa produtora e numa casa de secos e molhados onde comiam e bebiam, João resolve adotar esse nome para a sua banda, ainda apenas como “one man band”. Em 1971, conhece Antonio Carlos, Pitoco, (viola de 10 cordas) e Fred (bongô). Com seu violão de doze cordas e harmonica de boca, completa agora a banda anunciada: Secos & Molhados.

## Secos & Molhados
A primeira apresentação acontece no bar Kurtisso Negro de propriedade de Peter Thomas, Oswaldo Spiritus e Luiz Antonio Machado no bairro do Bixiga, em São Paulo.
Com essa formação chegam a ser convidados para gravar por Solano Ribeiro (diretor/criador dos maiores festivais de música no país) na gravadora Som Livre, mas Pitoco resolve continuar carreira solo, já que havia lançado um compacto-simples com músicas suas inéditas.
Em outro dia, apresentava-se no mesmo Kurtisso Negro, uma cantora e compositora chamada Luli (hoje Luhli) com quem João viria a compor alguns dos maiores sucessos da banda. Ela sugere-lhe um vocalista que João procurava e que morava no Rio de Janeiro: Ney de Souza Pereira, futuro Matogrosso.
Em 10 de novembro de 1971, muda-se para São Paulo e nesse mesmo dia à noite gravam a música "Voo" para a peça de Antunes. Depois de alguns meses, Gérson Conrad, vizinho de João Ricardo, é incorporado ao grupo. O Secos & Molhados começa a ensaiar e depois de um ano se apresenta no teatro do Meio, do Ruth Escobar, que virou um misto de bar-restaurante chamado "Casa de Badalação e Tédio".
No dia 23 de maio de 1973, o grupo entra no estúdio "Prova" para gravar - em sessões de seis horas ao dia, por quinze dias, em quatro canais – seu primeiro disco, que vendeu mais de 300 mil cópias em apenas dois meses, atingindo um milhão de cópias em pouco tempo.
Os Secos & Molhados se tornaram um dos maiores fenômenos da música popular brasileira, batendo todos os recordes de vendagens de discos e público. Em fevereiro de 1974, fazem um concerto no Maracanãzinho que bateu todos os índices de público jamais visto no Brasil. Em agosto do mesmo ano, é lançado o segundo disco e Ney Matogrosso e Gerson Conrad decidem abandonar a banda.
Em maio de 1978, João Ricardo lança o terceiro disco dos Secos & Molhados com Lili Rodrigues, Wander Taffo, Gel Fernandes e João Ascensão. Surge mais um sucesso do grupo, "Que Fim Levaram Todas as Flores?", canção mais executada no Brasil naquele ano.
Em agosto de 1980, junto com os irmãos Lempé - César e Roberto – o Secos & Molhados lança o quarto disco. A quinta formação do grupo nasce no dia 30 de junho de 1987, com o enigmático Totô Braxil, em um concerto no Palace, em São Paulo.
Em maio de 1988, sai o álbum A Volta do Gato Preto.
Simplesmente sozinho, em 1999, João Ricardo lança "Teatro?" mostrando definitivamente a marca do criador dos Secos e Molhados.

## Trabalhos solo
Após o término da segunda formação, João Ricardo num encontro casual com o empresário Guilherme Araújo, é levado para um jantar com o presidente da Phillips/Phonogram (André Midani) e o diretor artístico (Roberto Menescal), que o convidam para gravar seu primeiro disco solo em 1975.
Em 1976, lança o disco Da Boca pra Fora, acompanhado de um trio de jovens músicos, entre eles o guitarrista Wander Taffo.
Em 1979, lança o LP Musicar, com participação do guitarrista Mozart Mello.
O último disco solo Puto, lançado em junho de 2007, é uma colaboração de João Ricardo (que compôs, produziu e cantou todas as canções) com o músico Daniel Iasbeck (responsável por todos os arranjos, instrumentos, gravação e mixagem).
Em outubro de 2020, lança o e-book “As letras 1973-2019”, com um compilado de todas as suas canções.

## Discografia
Conforme discografia oficial do grupo

### Secos & Molhados
- 1973 - Secos & Molhados
- 1974 - Secos & Molhados (II)
- 1978 - Secos & Molhados (III)
- 1980 - Secos e Molhados (IV)
- 1988 - A Volta do Gato Preto
- 1999 - Teatro?
- 2000 - Memória Velha
- 2011 - Chato-Boy
- 2019 - Barulho de Rock & Gesta

### Solo
- 1975 - João Ricardo (também conhecido como "Disco Rosa")
- 1976 - Da Boca pra Fora
- 1979 - Musicar
- 2003 - Ouvido Nu
- 2007 - Puto